# 道の駅いたの
道の駅いたの（みちのえき いたの）は、徳島県板野郡板野町にある徳島県道・香川県道1号徳島引田線の道の駅である。

## 概要
徳島県では17番目、四国では88番目で県内最大の道の駅となる。

## 歴史
- 2019年（平成31年）3月10日 - 起工[3][4]。
- 2020年 1月4日 重点道の駅に いたの(仮称)として選定[5]。
- 2020年（令和2年）7月1日 - 国土交通省より道の駅第53回登録において道の駅として登録[1]。
- 2021年（令和3年）4月1日 - 開業[2]。

## 施設
- 駐車場 326台
- トイレ 14器
- 地域情報センター
- ベビーコーナー
- 非常用電源
- 貯水槽
- ヘリポート
- 備蓄倉庫
- 公衆電話
- 公衆無線LAN
- 特産物直売所
- レストラン
- 軽飲食施設
- 足湯施設
- 高速バス停留所
- 水素ステーション
- EV充電施設

## 周辺
- 徳島板野警察署板野庁舎
- 旧吉野川

## アクセス
- 徳島県道・香川県道1号徳島引田線 - 登録路線
  - 高松自動車道 板野インターチェンジより車で3分。
  - 徳島自動車道 藍住インターチェンジより車で4分。　
  - 板野駅より車で5分。
  - 板野町役場より車で8分。
- 路線バス
  - 徳島バス鍛冶屋原線・応神藍住線・鳴門大麻線 道の駅いたのバス停直結。
- 高速バス 道の駅いたのバス停
  - 高知エクスプレス号：京都駅行（ジェイアール四国バス、52号のみ停車）
  - 松山エクスプレス号：三ノ宮駅、大阪駅、ユニバーサル・スタジオ・ジャパン行（ジェイアール四国バス・西日本ジェイアールバス、2・6・10号のみ停車）
  - 井川・阿波池田 - 大阪線：阪急梅田行（四国交通・阪急観光バス、しこくさぶろうエディ）
  - 井川・阿波池田 - 三宮線：三ノ宮行（四国交通、しこくさぶろうエディ）
  - 高速バス4路線は、四国各方面に向かう便は降車専用で乗車は出来ない。